# Лін'їньси
Лін'їньси (кит.: 灵隐寺) — буддистський храм, розташований на північному заході китайського міста Ханчжоу (провінція Чжецзян) неподалік озера Сіху. Належить школі Чань. Назва перекладається як «Притулок душі». За свою багатовікову історію більше 10 разів руйнувався і відбудовувався заново.

## Історія
Було засновано в 328 році за часів правління династії Східна Цзінь індійським ченцем Хуей Лі (慧 理). Згідно з легендою про заснування храму розповідається, що Хуей Лі був вражений фантастичною красою цих місць і вважав їх «місцем притулку святих» (仙灵 所隐). Тому заснований монастир отримав назву Лін'їньси — «храм Притулку душі».
Згідно з іншим переказом, монастир спочатку називався Лін'їньси (靈鷹寺 «Монастир благословенного орла»). На початку правління династії Тан в цих місцях жив чернець з роду У, який заробляв собі на життя продажем дров. Одного разу він збирав хмиз на горі Біцзяшань (筆架山). Місця були дикими, з густими заростями ожини; вони вважалися священними і були присвячені Феніксу. День був жаркий, і чернець зняв з себе своє одіяння і повісив на гілку. Несподівано прилетів дикий гусак, схопив одяг, злетів у небеса і полетів у напрямку півдня. Чернець У кинувся слідом за птицею. В одному місці гусак спустився на землю. Підоспілий чернець був вражений красою навколишнього пейзажу, який був подібний величезному орлу, розпластаного на землі. Негайно чернець окадив пахощі і підніс молитви. І незабаром тут було закладено храм Лін'їн.
При настоятелі Бібо (碧钵和尚) монастир став вже величезним комплексом. Йому належали більше 200 му орних земель, стада, десятки джерел. За часів правління імператора Тай-цзуна в монастир прибув генерал Ючі-гун. Його вразила архітектура обителі і він дав обітницю, що якщо йому вдасться здобути перемогу над ворогами династії, то він буде просити імператора зробити великі пожертвування монастирю. Генерал битви виграв, імператор Тайцзун підніс монастирю багаті дари і змінив його назву на Лін'їньси (靈隱寺).
В епоху П'яти династій і десяти держав монастир активно розвивався. Завдяки заступництву Цяньчу, останнього правителя держави Уюе, тут нараховувалося 9 пагод, 18 павільйонів, 72 зали, більш 1300 приміщень, в яких проживало понад 3 000 ченців. В цей же час в гротах гори Фейлайфен і навколо неї були вирізані фігури будд і бодхисатв.
Під час правління династії Північна Сун монастир вважався головним чаньским храмом у всій Цзяннані. У списку буддійських храмів «Ушань шилін» (五山十林, «П'ять буддійських гір і десять буддійських лісів») Лін'їньси посідав перше місце.
За часів династії Цін імператор Кансі, подорожуючи півднем, відвідав Лін'їньси. Йому піднесли табличку, щоб він на неї написав назву храму. І він, поквапившись, допустив помилку, яку зміг витончено виправити. Ієрогліф «лін» (靈, душа, дух) складається з трьох частин: «дощ» (雨), три «рота» (口) і «шаман» (巫). Але Кансі написав графему «дощ» занадто великий. Імператор на хвилину задумався, але не став просити, щоб табличку замінили на нову. Він пригадав тумани і хмари, які часто з'являлися тут, і до «дощу» внизу приписав знак «іменуватися» (云), в результаті чого вийшов ієрогліф 雲 — «хмара» (спрощене написання 云), потім він написав ієрогліфи «ліс» (林), «чань» (禅) і «монастир» (寺) і вийшла назва — Юньлінь-чаньси (雲林禪寺 Чаньский монастир хмар і лісів). Втім нова назва не прижилася і монастир продовжував називається Лін'їньси. А напис імператора знаходиться на фасаді Храму Небесних правителів (天王庙).
У перші роки після заснування КНР було розпочато реконструкцію. Лін'їньси зміг вистояти в роки культурної революції, коли 26 серпня 1966 року хунвейбіни намагалися його знищити. На захист монастиря встали люди різних соціальних верств, небайдужі до культури: студенти, інтелігенція, робітники, селяни. Біля воріт монастиря зібрався багатотисячний натовп. Ситуація загострювалася й загрожувала перейти в серйозні зіткнення. Лише завдяки втручанню прем'єра Держради КНР Чжоу Еньлая, храм вдалося відстояти і він виявився єдиним не зруйнованим в роки культурної революції. Ченці купили велику кількість портретів голови Мао Цзедуна і встановили їх на статуї будд і бодхисатв, що також вберегло монастир від руйнування, показавши його лояльність влади.
Нинішній вигляд храму остаточно сформувався в результаті робіт 1965 і 1975 років. У 2000 році за фінансової підтримки віруючих були побудовані нові корпуси монастиря. Про його важливу роль в сучасному Китаї свідчить факт, що напис на воротах зроблено екс-головою КНР Цзян Цземінєм. На сьогодні є одним з центрів туризму.

## Опис
Монастир розташований на схилі гори, тому на його території багато сходів, терас, майданчиків. Всюди ростуть квіти і дерева, між якими примхливо звиваються доріжки.
Теперішня структура Лін'їньси склалася наприкінці правління династії Цін. Вона подібна структурі інших монастирів в Цзяннані. По одній осі розташовані три головних павільйону: павільйон Небесних правителів (天王殿), павільйон Махавіри (大雄宝殿), павільйон Будди, що зміцює (药师殿).
З боків від них розташовані інші: павільйон Хуаянь (Аватамсака-сутри), Бібліотека сутр, Зала П'ятиста архатів, Зала вчителя Даоцзі, Павільйон Великого Милосердя, Будинок настоятеля, Павільйон ліхтарів та ін. У старому Китаї існувала така приказка: «Павільйон Небесних правителів відвідують, щоб убезпечити себе; Найвищий павільйон Великих мудреців — щоб отримати найвищу сприяння; павільйон Будди, що зцілює — для удачі; бібліотеку сутр — щоб зцілитися від незнання; павільйон Хуаянь — щоб успішно скласти імператорські іспити».

### Павільйон Небесних правителів
У центрі павільйону знаходиться статуя Будди Майтреї (弥勒佛 Мілефо), якого називають Будда, що сміється. Поряд з ним знаходиться статуя Сканда Будди (韦驮 Вейто), якого шанують як захисника буддизму. Висота цієї статуї більше 2,5 метрів, а її вік — понад 700 років. Вона зроблена з цільного стовбура камфорного дерева. З двох сторін знаходяться статуї чотирьох Небесних Правителів: Вайшравана (多聞天王), Вірудхака (增長天王), Дхрітараштра (持國天王), Вірупакша (廣目天王). Двоє з яких виглядають страхітливими, а двоє інших — вельми доброзичливими. Стеля цього залу багато декорована орнаментом і створює відчуття благоговіння.

### Павільйон Махавіри
Є центральним в комплексі. Між ним та іншими павільйонами розташовано великий сад. Спочатку павільйон називався Павільйон Володаря Прозріння 觉皇殿 (епітет Будди). Побудовано в традиційному китайському стилі, з 3 рівнями карнизів. Його висота — 33,6 м. У центрі зали знаходиться золота статуя Будди, що сидить на лотосовому троні. Її висота — 24,8 м, вона є однією з найвищих дерев'яних статуй сидячого Будди. На її виготовлення було витрачено 24 стовбура камфорного дерева. Нинішня статуя є копією втраченої в 1949 році, коли в павільйоні обвалилася балка, підточена термітами. З двох сторін залирозташовані статуї 20 богів. Позаду статуї Будди знаходиться велична композиція з бодхисаттвой Гуан'інь в центрі. Трохи нижче її — статуя Судхани і дівчата-дракона.

### Павільйон Будди, що змілює
Його реконструйований напочатку XXI ст. Усередині на вівтарі встановлена золота статуя Будди, з двох боків від нього — статуї богів Сонця і Місяця.

### Павільйон Хуаянь
Його названо так за Аватамсака-сутрою (сутра Квіткової гирлянди), Хуаянь — Квіткова гирлянда. В ньому знаходяться три величні білі статуї Будд (Шак'ямуні, Манджушрі і Самантабхадри), зроблені з бірманської коштовної деревини. Рестравраційні роботи проведені у 2002 році.

### Зала П'ятиста архатів
Назва на честь 500 архатів — учнів будди, що брали участь у Першому буддистському соборі, який відбувся через 3 місяця після парінірвани Будди. У павільйоні зібрані бронзові статуї буддійських святих. Зала має форму буддійської свастики. Крім самих статуй, кожна з яких є витвором мистецтва, тут знаходяться такі цінні реліквії, як вкрита золотом статуя Будди, стародавня сутра на пальмових листів, рукописна Діамантова сутра, що належить пензлю відомого художника і каліграфа Дун Цичана.

### Природні пам'ятки
Лін'їньси відомий своїми скелями, зокрема Фейлайфен (飞来峰 «Скеля, що прилетіла здалеку»). Вважається, що її так назвав засновник зрам чернець Хуей Лі, уявивши її уламком гори Стерв'ятника, що в Індії. Біля її підніжжя протікає струмок, який утворює мальовничі загати. Під скелею — безліч проходів, гротів, створених самою природою і майстерно використаних людьми. Нанезвичайними з яких є Цінлін, Юйчай, Лунхун і Шеян. На скелях навколо висічено більше 330 статуй будд і бодхисаттв, які датуються період від епохи П'яти династій до Юань.
Найстарішою є статуї бодхисаттв Махастхамапрапти (大势至 Дашічжі, символізує мудрість), Гуан'інь (観 音, жіноче обличие бодхісатви співчуття Авалокітешвари) і будди Амітабхи, володаря Західного Раю (阿彌陀佛, Амітофо). Найбільша — Будди Майтреї, що сміється (створена за часів династії Сун).

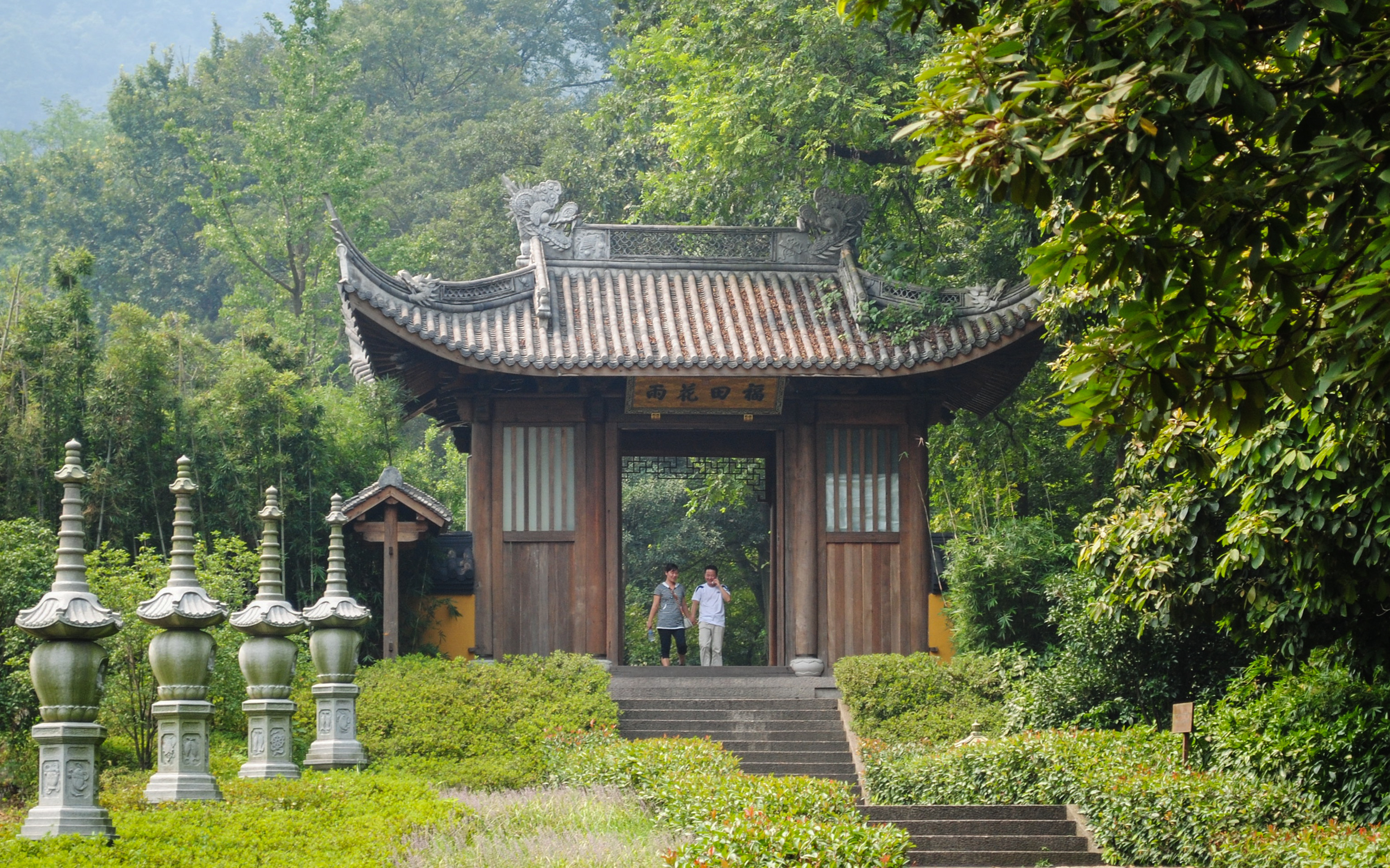
Брама храму
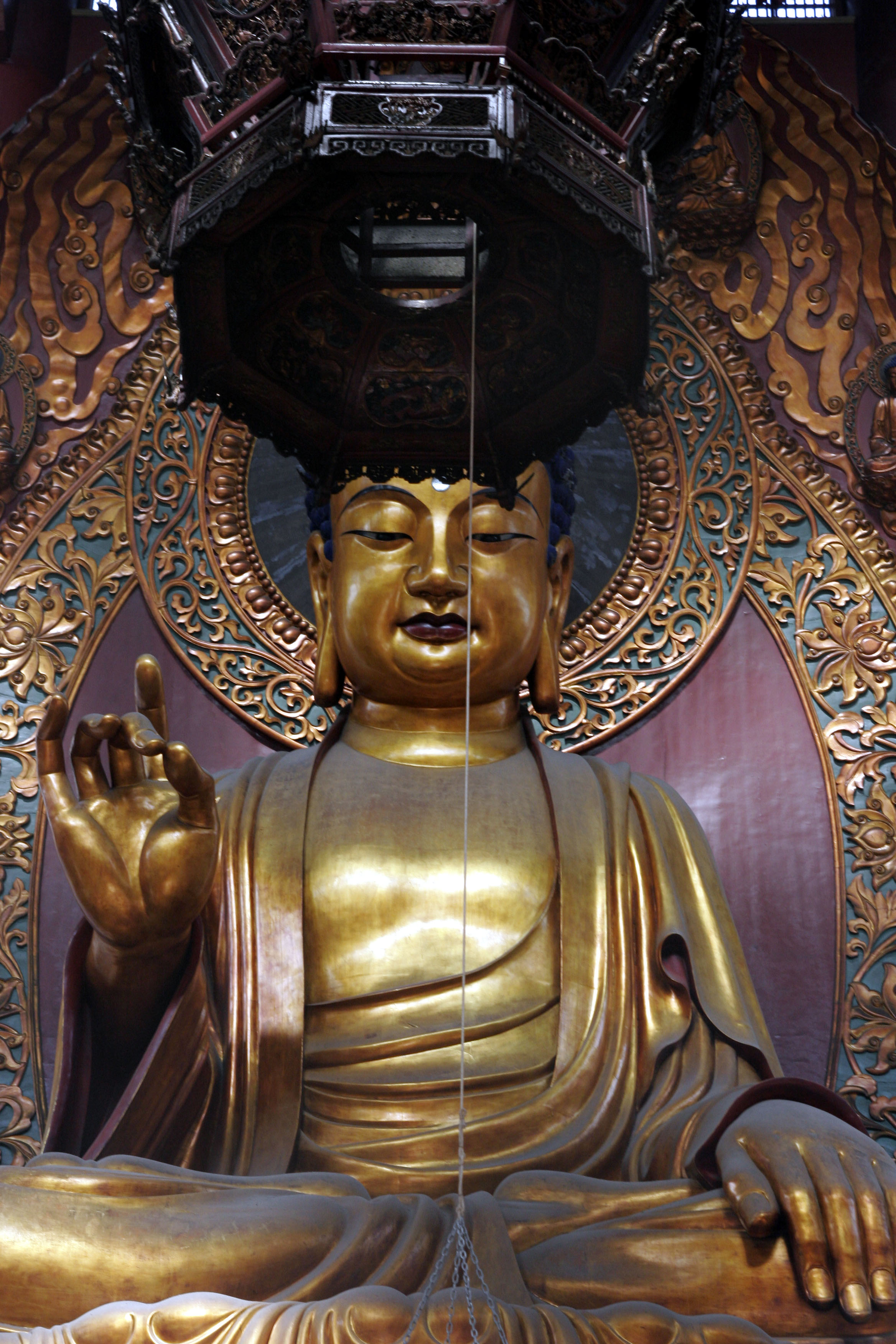
Статуя Шак'ямуні в Павільйоні Махавіра
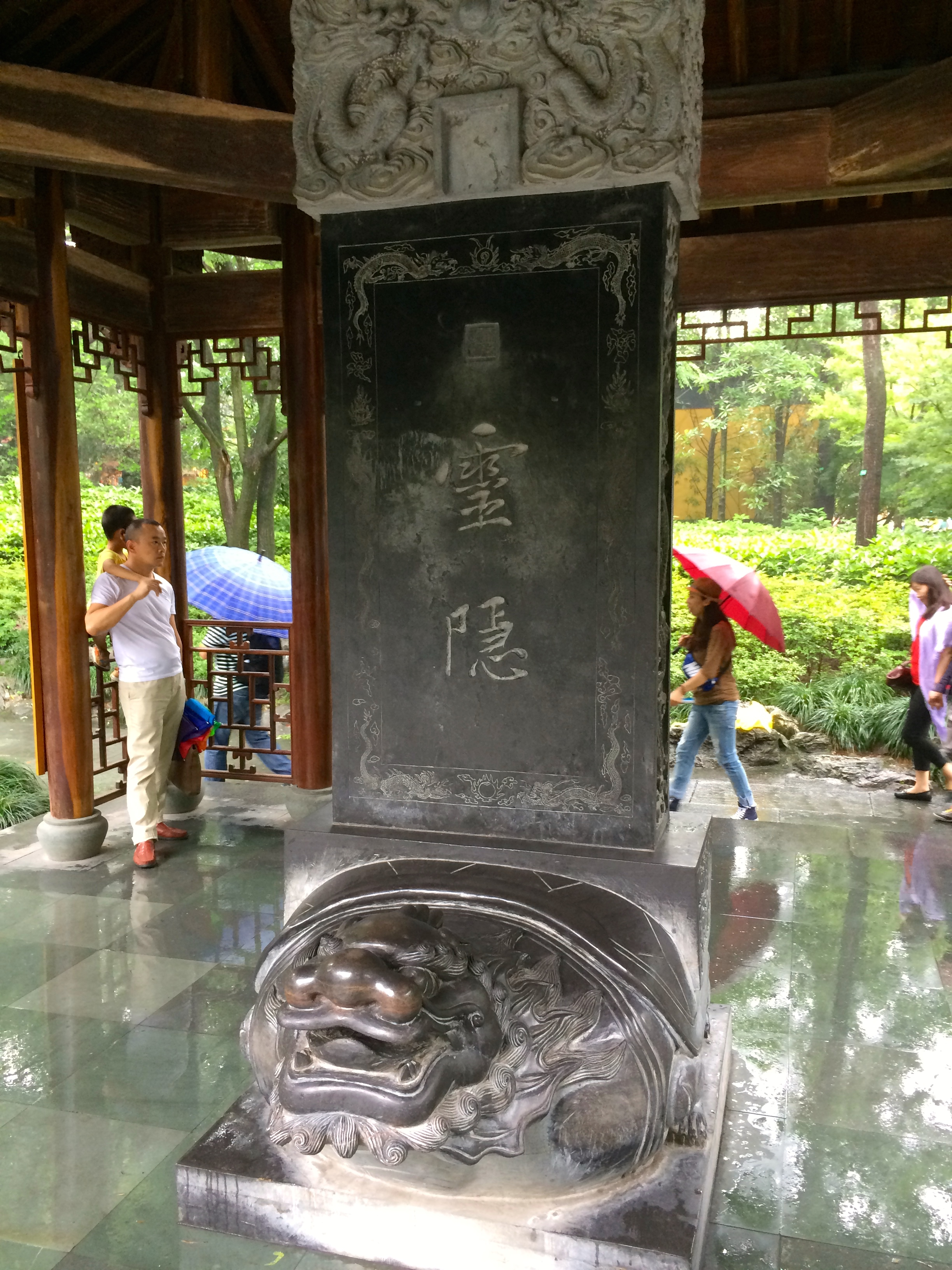
Міфічна черепаха біксі
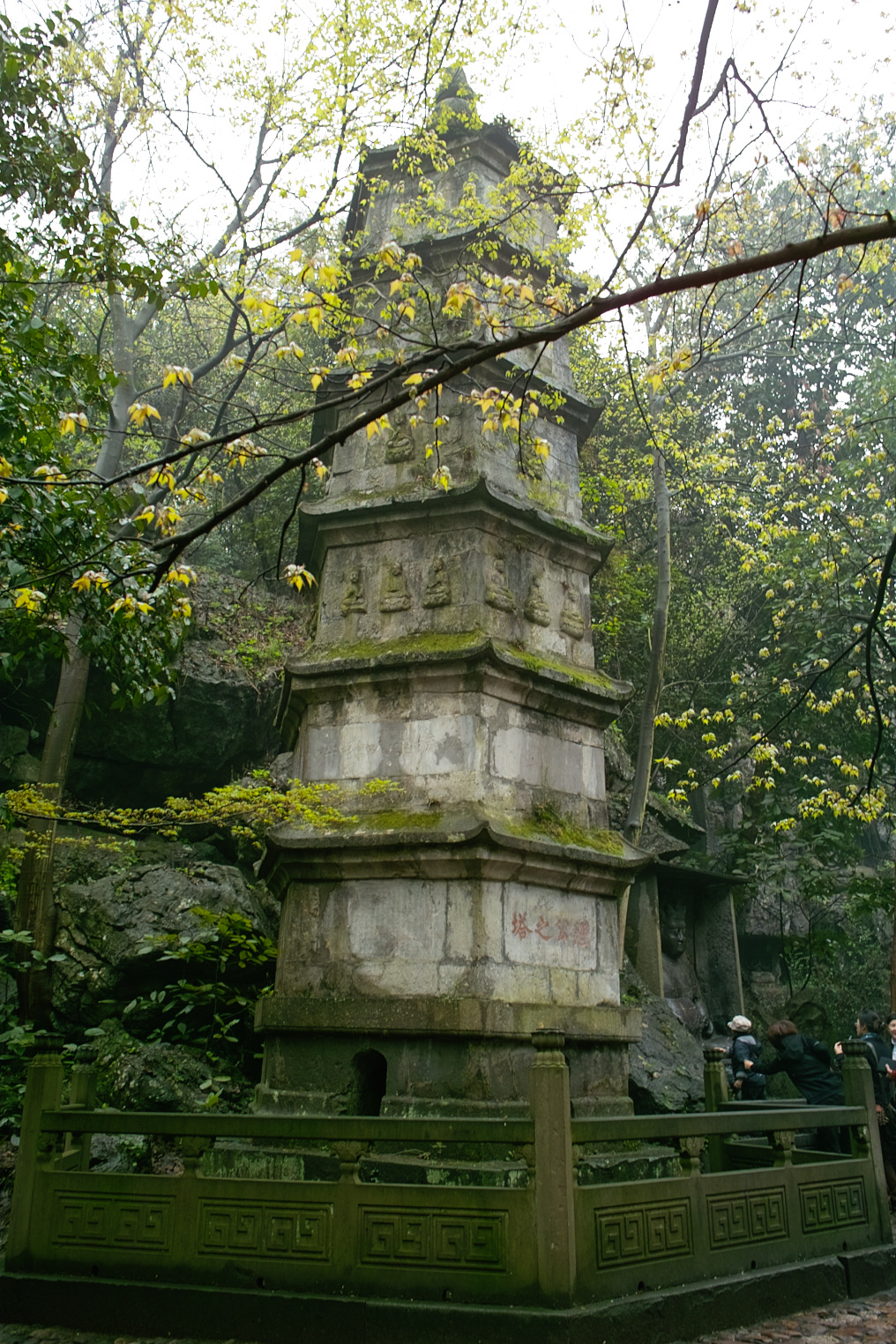
Пагода Лін'їньси
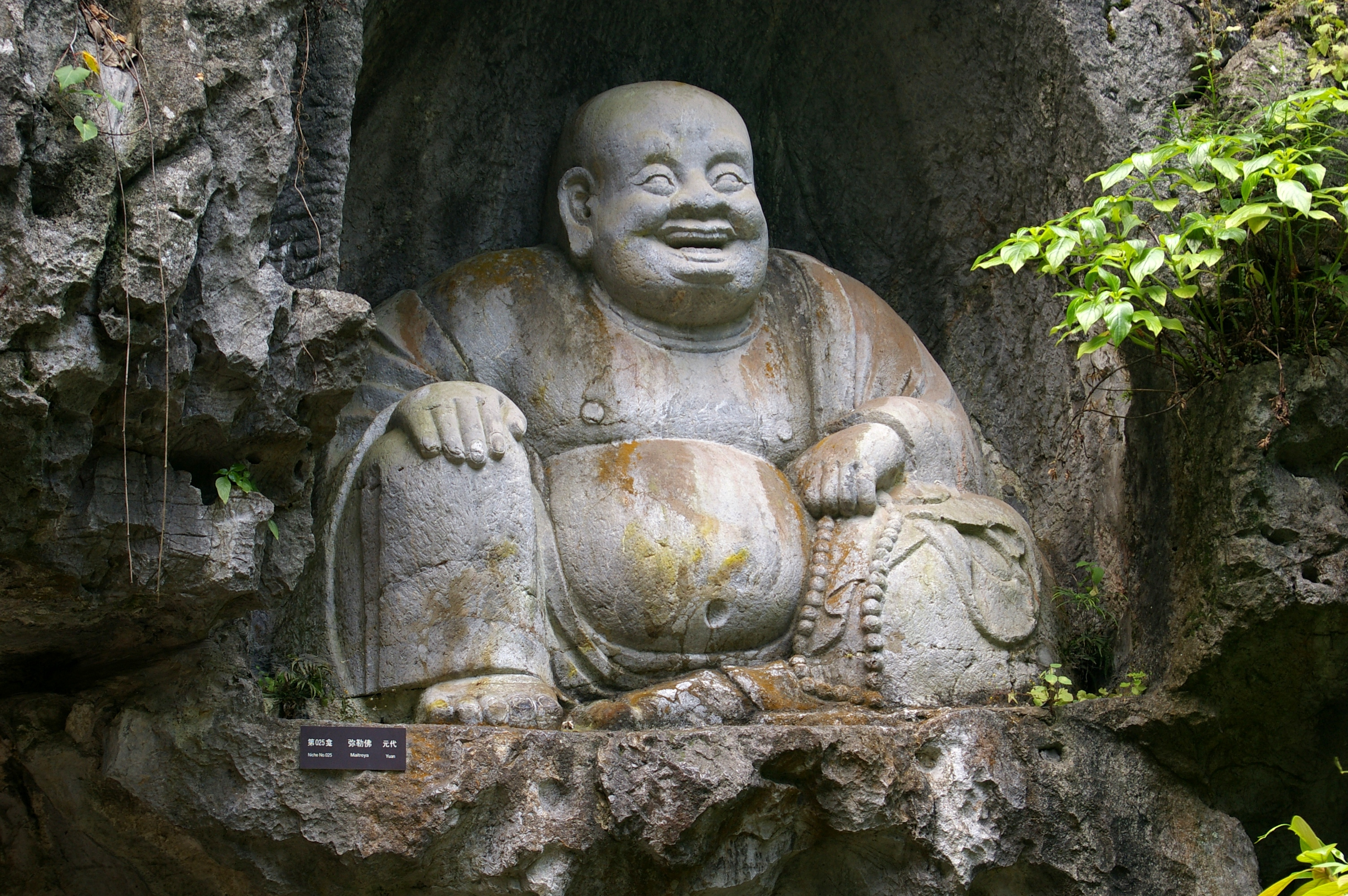
Статуя Будди Майтреї, що сміється. Скелі Фейлайфен
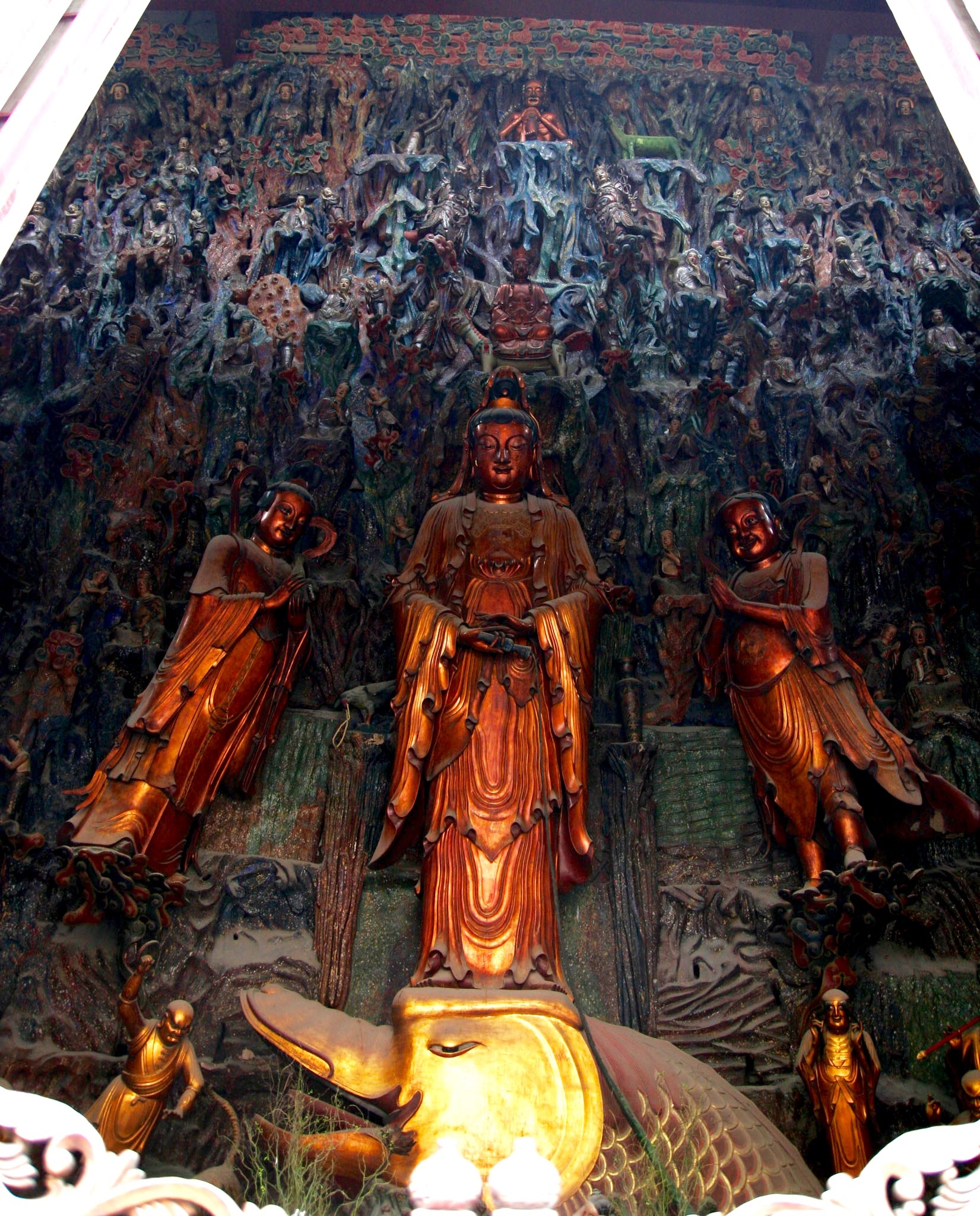
Бодхісатва Гуан'інь. Павільйон Махавіри
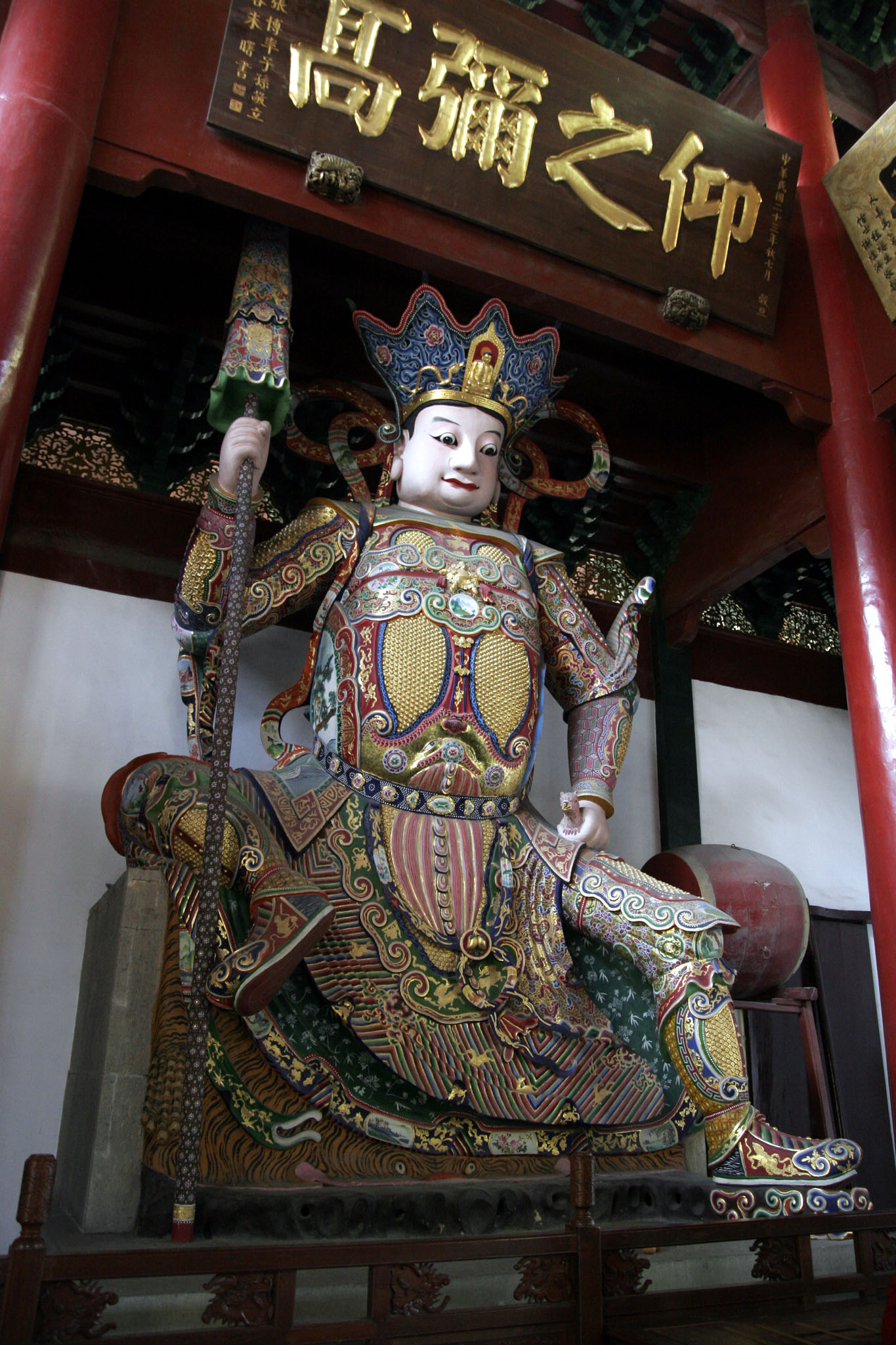
Павільйон Небесних правителів